# Lul
Św. Lul (ur. ok. 710 w Wesseksie, zm. 16 października 786) – biskup Moguncji od 754, arcybiskup od 781.
Wychowany w klasztorze w Malmesbury, od 732 roku prowadził działalność misyjną na kontynencie. Współpracownik Bonifacego-Winfrida i jego następca jako biskup Moguncji. Założyciel opactw w Hersfeld i Bleidenstacie.